# 定性分析
定性分析（ていせいぶんせき、英: qualitative analysis）とは、ある試料にどんな成分が含まれているかを調べることである。成分が何であるかを明らかにすることを同定ともいう。化合物の構造決定を行うことも含まれる。

## 概要
- 試料に含まれている成分が推定されていてそれを確認する場合
- 成分についてまったく情報のない試料に含まれている成分を決定する場合

の2つに大きく分けられる。
前者の場合には、試料中の成分が、推定される成分に特異的な性質を持つことを確認する。このとき、推定成分の性質を測定するために純粋な推定成分とわかっている試料を使うことがあり、これを標品、標準試料、標準サンプルなどという。
例えば、
- その試料の各種分光法のスペクトルを測定し標品と同様のピークが見られるか。
- その試料のクロマトグラフィーを行い標品と同じ保持時間で溶出するかどうか。
- ある検出試薬と反応させた時に標品と同じように沈殿や呈色を生じるか。

といったことを確認する。IR（赤外分光法）、NMR（核磁気共鳴分光法）、MS（質量分析法）、粉末X線回折などのスペクトルは分子構造や結晶構造に極めて特異的であり、既知データとの比較によりそれだけで物質が判明してしまう場合もある。このような場合は標品の測定を行うことなく、成分の推定と確認の段階を同時に行うことが可能である。
後者の場合には、まず、成分の推定を行い、さらにその推定される成分の特異的な性質を確認する。
成分の推定のためには、
- 蛍光X線分析、原子発光分析法などによる元素分析
- 赤外分光法、核磁気共鳴分光法、質量分析法などのスペクトル

を測定し、それらから得られた情報と矛盾しない成分を推定する。
もし、試料が複数の成分の混合物と考えられる場合には、クロマトグラフィーなどにより、各成分を分離して再び各成分についての推定を行う。
そして、推定した成分の標品と同じ特異的な性質が見られるかを確認する。

## 対象とレベル
定性分析は、分析したい対象と同定したい物質分類のレベルに応じて、使われる技術や戦略が異なる。現在の化学の最も基本的考え方では、分子やイオンや結晶単位など一定単位の中の原子の種類と数と配置が同じ試料は同じ種類の物質と見なされる。ゆえに、物質の同定とは、最も詳しいレベルでは上記のような一定単位の中の原子の種類と数と配置を特定することと同義である。しかし、必ずしもそこまで詳しいレベルでの分析を意味しない場合も多い。

### 元素の特定
試料中の元素の種類を特定することは定性分析のひとつである。特に副成分や微量成分としての金属成分分析は、化合物形態にかかわらず金属元素の種類を知ることを意味する場合が多い。むろん、環境中の有機水銀と無機水銀の分析のように、対象元素を含む化合物の種類をも特定したい場合も多い。環境分析などの分野では、ある元素を含む化合物の種類のことをその元素の化学形態、存在形態、あるいは単に形態と呼ぶこともある。

### 物質の特定
現代の有機分析での物質の同定は、基本的な意味では異性体の区別も含めて分子の種類（構造）を特定することと同義である。だが、一群の異性体の集まり、さらに広く一群の物質種の集まりであることまでを決定することにとどめる場合も多い。例えば、ダイオキシン分析、PCB分析は、一群の異性体の集まりまでを特定する分析であることが多い。
鉱物学での鉱物の同定の伝統的方法は、標準となる標本と様々な物性を比較することにより、同一鉱物種であると決定するものであった。この場合も物質種の同定はしたことになるが、その物質の化学構造が判明しているとは限らなかった。
また、ホルモンや酵素などの生理活性物質は、純品として単離された物質の生理作用により物質を同定することも多く、この場合も構造が判明しているとは限らない。

### 構造の特定
構造が簡単な分子やイオンの同定は、各種クロマトグラフィーの溶出時間の標品との比較など少数の物性の測定だけからできることもある。だが複雑な分子になると、NMRなど多様な方法を駆使しないと構造が決まらない場合が増える。このように化学構造そのものを決定することで物質の種類を特定することを構造解析または構造決定という。
さらに、構造解析という言葉は、定性分析の範囲を越えて、詳細な化学構造の解析を行うことをも指していることがある。例えば分子同士の位置関係を解析する結晶構造解析や溶液の動径分布関数の解析、ひとつの分子内の電子状態や振動回転状態の分子スペクトル等による解析などである。